# Hókusz pókusz (film, 1993)
A Hókusz pókusz (eredeti cím: Hocus Pocus)  1993-ban bemutatott misztikus családi vígjáték.
A film Halloween idején játszódik, amikor egy tinédzser, aki nem hisz a boszorkányokban, szándéka ellenére életre kelt három boszorkányt, a Sanderson nővéreket, akiket 300 éve felakasztottak. Max az életét kockáztatja, hogy megvédje kishúga életét egy szimpatikus osztálytársnője, egy segítőkész zombi és egy halhatatlan macska segítségével.

## Cselekmény
|  | Alább a cselekmény részletei következnek! |

1693, Salem, Massachusetts
Thackery Binx (Sean Murray) felébred és észreveszi, hogy a kishúga nincs az ágyában. Emilyt három boszorkány a házukba csalta, ahol ki akarják szívni az életerőt belőle. Mary (Kathy Najimy), Sarah (Sarah Jessica Parker) és Winifred (Bette Midler) egy varázskönyv segítségével főzetet készítenek. Thackery megpróbál segíteni a kishúgának, de az egyik boszorkány elektromos villámokkal megbénítja, majd halhatatlan fekete macskává változtatja. A Sanderson nővérek szeretnének újra fiatalabbak lenni és ehhez gyerekek életerejére van szükségük.  A boszorkányokat nemsokára felakasztják. Előtte Winifred egy varázslatot mond, ami szerint Halloween éjszakáján, telihold idején, ha egy szűz meggyújtja a fekete gyertyát, akkor ők visszatérnek az életbe aznap éjszakára.
1993-ban, 300 évvel később egy tizenéves, Max Dennison (Omri Katz) Los Angelesből Salembe költözik a családjával, ahol nem érzi jól magát. A boszorkánysággal szemben is szkeptikus. Egyik nap, amikor biciklizik, két fiú, Jay és Ernie („Ice”) pénzt vagy kábítószert kér tőle, de amikor kiderül, hogy egyik sincs nála, elveszik a sportcipőjét.
Max kishúga, Dani (Thora Birch) boszorkánynak öltözött és örül, hogy itt lehet. Halloween éjszakáján Maxnak kell kísérgetnie (mivel a szüleik felnőttek jelmezes buliján vesznek részt), ami a fiúnak nem jelent szórakozást. A két fiú megint gúnyolódik rajta, amikor a közelükben mennek el. Egy nagy házhoz érnek, ahol „bizonyára gazdagok laknak”, ezért bemennek, ahol szintén jelmezes buli van. Itt lakik Max titkos vonzalmának tárgya az osztályból, Allison (Vinessa Shaw), aki örömmel fogadja őket, és vállalkozik rá, hogy elkíséri őket a boszorkánymúzeumba (ami egy ideje már bezárt, mert „furcsa dolgok történtek”). Max kissé meggondolatlanul meggyújtja a fekete láng gyertyáját. A három boszorkány hamarosan életre kel. Mary boszorkány kiszagolja a gyerekszagot, de mielőtt el tudnák fogyasztani, Max azt a látszatot kelti, hogy ő varázsló, aki megidézi „a halál égőesőjét”, amikor az öngyújtójával működésbe hozza a tűzoltó rendszert. Mielőtt azonban elmenekülnének, Binx beszélő macska képében (Jason Marsden) felveteti Maxszal a varázskönyvet, így a boszorkányok nem tudják elkészíteni az életet ellopó varázsitalt.
Binx egy temetőbe vezeti a fiatalokat, ahol a boszorkányok nem tudnak leszállni, mert az megszentelt föld. Mivel a légitámadásaik hatástalanok, Winifred életre kelti régi szerelmét, Billy Butchersont (Doug Jones), akinek a száját bevarrták annak idején, hogy ne mondhassa el Winifred titkait. Billy üldözni kezdi őket. A csatornán keresztül menekülnek.
A nővérek találkoznak egy segítőkész buszsofőrrel, aki elviszi őket egy darabon. A sofőr megengedi Sarah-nak, hogy vezesse a buszt. Éppen ekkor bújik elő Binx a csatornából. A gyerekek tanúi lesznek a halálának és feltámadásának. A nővérek leszállnak a buszról, ahol az utcán jelmezes gyereke garmadája kószál. Megállapítják, hogy a Halloween szelleme megváltozott. Egy ördögnek öltözött felnőtt házába bemennek, akiről azt hiszik, hogy maga a sátán. Azonban a házsártos felesége hamarosan elküldi őket. Közben azonban a seprűik eltűntek a ház elől.
Max és a többiek próbálják elmondani egy motoros rendőrnek, hogy mi történt, de az nem hisz nekik. Később kiderül, hogy nem is igazi rendőr volt, hanem csak jelmezes felnőtt, aki a barátnőjére várt. Elmennek a felnőttek bulijára is, hogy figyelmeztessék őket a boszorkányokra, de az időközben odaérkező boszorkányok énekeln kezdenek, és mindenki a buli részének tekinti a közjátékot. A gyerekeknek Allison ötlete alapján sikerül az iskola égetőkemencéjébe csalniuk a boszorkányokat egy hordozható magnó felhasználásával. A kemencét beindítják, ahol a boszorkányok látszólag elégnek, az iskola kéményéből közben zöldes füst kanyarog. A nővérek azonban nem halnak meg. Visszatérnek otthonukba, ahol lemondással várják a hajnalban, a Nap sugaraival érkező halált, mivel Winifred a könyv nélkül nem emlékszik a pontos receptre, ami az életben maradásukhoz kell.
Eközben a gyerekek hazatértek Maxék otthonába. Dani átöleli Binxet, Max pedig Allisont. Azonban eszükbe jut, hátha találnak a varázskönyvben egy olyan varázslatot, ami visszaváltoztatná Binxet emberré (bár Binx figyelmeztette őket, hogy a könyvből semmi jó nem származik). Amikor kinyitják a könyvet és olvasgatni kezdik, egy függőleges, színes, éles fénysugár mutatja, hogy hol van a könyv – a nővérek a házuk ablakából észreveszik, és azonnal oda indulnak. Alkalmi seprűn, felmosórongyon, porszívón repülnek. Titokban repülve meglepik a fiatalokat, elrabolják a könyvet és magukkal viszik Danit és Binxet is. A ház sarkában egy nagy lyuk éktelenkedik, amikor távoznak. Sarah az énekével rengeteg gyereket csalogat a házukhoz.
Max ismét alkalmaz egy trükköt a nővérekkel szemben (akik nagyon félnek a hajnali napsugártól), amikor odaérnek a házukhoz és felkapcsolják a szülei autójának fényszóróját (Max a téli időszámítást emlegeti – ez a fogalom ismeretlen a boszorkányoknak). A zűrzavarban sikerül kiszabadítaniuk Danit és Binxet (akit a boszorkányok a kandallóhoz akasztottak egy zsákban), és Max felborítja a kész főzettel teli üstöt. Ismét a temető megszentelt földjénél keresnek menedéket. Ismét találkoznak Billyvel, akinek szájáról levágják a varrócérnát, így újra tud beszélni. Billy ezzel felszabadul Winifred irányítása alól, és a gyerekekhez csatlakozik. Amikor a boszorkányok ismét a levegőből támadják őket, Billynek leesik a feje, ekkor Dani elhagyja a varázslatok ellen sóval körbekerített sírhelyet, hogy Billynek segítsen a feje megtalálásában.  Ekkor Winie elkapja Danit és a levegőbe emeli. A megmaradt parányi mennyiségű főzetet egy kis üvegben tartva meg akarja itatni vele Danit, de Binx kiüti a kezéből az üveget, amit Max elkap és megissza, hogy azt kishúga ellen ne használhassák fel, és felajánlja saját magát. Winie elengedi Danit és felkapja Maxot, és a levegőbe emeli. Ekkor Allison, Dani és Billy elkapják a porszívó zsinórját, amin Mary boszorkány repült volna Winifred segítségére, és erővel visszatartják, bár az időközben Sarah boszorkány is húzza. Időközben kezd a Nap a látóhatár fölé emelkedni, ekkor elengedik a zsinórt és a két boszorkány felpattan az ég felé, Winifred pedig leesik a földre. Winifred kezdi kiszívni Max életerejét, de a megszentelt föld és a felkelő Nap ellene dolgozik és hirtelen kőszoborrá változik, majd lézerszerű fényjelenség kíséretében megsemmisül, ahogy a másik két boszorkány is (a robbanások különböző színűek).
Billy némán visszamászik a sírjába, és nagyot ásítva elterül benne. Dani hívogatja Binxet, majd sírni kezd, amikor megtalálja az élettelen testet. Azonban egy fiú hangja hallatszik: ő Thackery Binx kissé átlátszó szelleme, aki az elvarázsolt macska képében élt. A fiú köszönetet mond nekik, hogy megmentették a varázslattól. Nemsokára megjelenik kishúga, Emily is, aki őt szólongatja. Kézen fogva mennek ki a temető kapuján.
A stáblista megjelenése alatt a szülők (köztük Max és Dani szülei is) kiszállingóznak a városházán rendezett buliról. A boszorkányok házában Jay és Ice egy-egy szűk ketrecben raboskodnak, ahova a nővérek zárták őket és unalmukban énekelgetnek.  Az alattuk heverő könyv szeme pislant egyet-kettőt, jelezve, hogy talán még nincs mindennek vége a varázslatok körül.
|  | Itt a vége a cselekmény részletezésének! |

## Szereplők
A Sanderson nővérek
- Bette Midler – Winifred "Winnie" Sanderson, a nővérek vezetője. Érzékeny rá, ha „öreg”-nek vagy „boszorkány”-nak nevezik. A csapatban a legértelmesebb. Képes az elektrokinézisre.
- Kathy Najimy – Mary Sanderson, a középső nővér. Jó orra van a gyerekek kiszagolásához.
- Sarah Jessica Parker – Sarah Sanderson, a legfiatalabb nővér. Énekével a házukhoz tudja csalni a gyerekeket. Ehhez a „Come Little Children” című dalt énekli (=gyertek kisgyermekek). Nem különösebben intelligens. A három nővér közül a legcsinosabb.

Főszereplők
- Omri Katz – Max Dennison. Tizenéves fiú, akinek szülei nemrég költöztek Salem városába Los Angelesből. Nem szeret itt lenni, mert nincsenek barátai. Nem hisz a boszorkányokban sem. Tetszik neki az osztálytársa, Allison. Nem szándékosan szabadjára engedi a Sanderson nővéreket a fekete láng gyertyájának meggyújtásával. Önként feláldozza magát a kishúga életéért, amikor megissza a neki szánt varázsitalt.
- Thora Birch – Dani Dennison, Max nyolcéves húga.
- Vinessa Shaw – Allison, Max érdeklődésének tárgya.  Salemi lakos. Hisz a boszorkányokban. Családjának nagy háza van a városban. Ismeri a Sanderson nővérek történetét.
- Sean Murray – Thackery Binx tizenéves 1693-ban. Van egy kishúga, Emily, aki követi a boszorkányokat a házukba, ahol azok kiszívják az életerejét, hogy fiatalabbak lehessenek. Thackery varázslat következtében fekete macska formájában él, és halhatatlan. Segít a gyerekeknek a boszorkányok elleni küzdelemben. Különösen kedveli Danit, aki a kishúgára emlékezteti.
- Doug Jones – Billy Butcherson. Valamikor Winifred Sanderson kedvese volt, a történetben zombi. Billy annak idején Sarah-nak is udvarolt, ezért Winnie azzal büntette, hogy megmérgezte, majd bevarrta a száját.
- Charles Rocket – Dave Dennison, Max és Dani apja.
- Stephanie Faracy – Jenny Dennison, Max és Dani anyja.

egyéb szereplők
- Jodie Rivera – Emily Binx, Thackery kishúga.
- Larry Bagby – Ernie / „Ice”.  „Ice” felirat van a tarkójára írva a hajával. Iskolai zsarnok.
- Tobias Jelinek – Jay, szőke punk. Egy másik iskolai zsarnok.
- Steve Voboril – Elijah, egy fiú egy farmról 1693-ban.
- Norbert Weisser – Mr. Binx, Emily és Thackery apja.
- Kathleen Freeman – Miss Olin, Max és Allison tanára.
- Jason Marsden – az eredetiben Thackery Binx hangja, amikor macskaformában él.
- Garry Marshall – „az ördög” jelmezébe bújt férfi, akit a Sanderson nővérek az igazi ördögnek hisznek.
- Penny Marshall – „az ördög” felesége (a valóságban Garry Marshall nővére)

### Magyar hangok
| Karakter                    | Színész              | Magyar hang     |
| --------------------------- | -------------------- | --------------- |
| Winifred "Winnie" Sanderson | Bette Midler         | Fodor Zsóka     |
| Sarah Sanderson             | Sarah Jessica Parker | Biró Anikó      |
| Mary Sanderson              | Kathy Najimy         | Némedi Mari     |
| Max Dennison                | Omri Katz            | Szuper Levente  |
| Dani                        | Thora Birch          | Vicsek Eszter   |
| Allison                     | Vinessa Shaw         | Dögei Éva       |
| Emily Binx                  | Amanda Shepherd      |                 |
| Ernie / "Ice"               | Larry Bagby          | Markovics Tamás |
| Jay                         | Tobias Jelinek       | Szokol Péter    |
| Jenny Dennison              | Stephanie Faracy     | Ősi Ildikó      |
| Dave Dennison               | Charles Rocket       | Faragó József   |
| Billy Butcherson            | Doug Jones           | Varga Tamás     |
| Fejetlen Billy Butcherson   | Karyn Malchus        |                 |
| Thackery Binx               | Sean Murray          | Zalán János     |
| Elijah                      | Steve Voboril        |                 |
| Thackery apja               | Norbert Weisser      |                 |
| Miss Olin, tanárnő          | Kathleen Freeman     | Czigány Judit   |
| A mester felesége           | Penny Marshall       | Bessenyei Emma  |

## A film készítése
A forgatókönyvet kezdetben a Disney Channel tévécsatorna számára készítették, azonban a Walt Disney Studios felfigyelt rá, és alkalmasnak találta mozifilmnek, ha ismert neveket találnak hozzá.
Bette Midler szerepeltetése Midler Golden Globe-díjra jelölt alakításának volt köszönhető, amit a Touchstone Pictures által készített Down and Out in Beverly Hills-ben produkált.
Forgatási helyszínek
- bálterem, Park Plaza Hotel – 607 S. Park View Street, Los Angeles, Kalifornia, USA

- Los Angeles, Kalifornia, USA

- Marblehead, Massachusetts, USA

- Park Plaza Hotel – 607 S. Park View Street, Los Angeles, Kalifornia, USA

- Pioneer Village, Forest River Park – West Avenue, Salem, Massachusetts, USA

- Salem, Massachusetts, USA – Alisonék háza

- Walt Disney Studios, Burbank, Kalifornia, USA

- Whittier, California, USA – Halloween éjszakai külső felvételek

## Bemutató
A filmet a mozikban 1993. július 16-án mutatták be az Egyesült Államokban és Kanadában. A külföldi mozikban 1994 októberében kezdték vetíteni. Magyarországi bemutatója 1994. szeptember 15-én volt. 
VHS-en 1994. szeptember 9-én jelent meg Észak-Amerikában.
DVD-n 2002. június 4-én adták ki.
Az 1990-es években az American Broadcasting Company amerikai tévétársaság évente vetítette, majd a 2000-es évektől átvette az „ABC Family” a sugárzását.

## Fogadtatás

### Bevételi adatok
A bemutató hetében 8,1 millió dollár bevétele volt, ezzel a 4. helyen állt.

### Kritikai visszhang
A kritikusok vegyes érzésekkel fogadták. A filmkritikusok véleményét összegző Rotten Tomatoes 32%-ra értékelte 22 vélemény alapján.

## Érdekességek
- Az évek során az erős DVD-eladásoknak köszönhetően és az évente ismétlődő rekordméretű „13 Nights of Halloween” vetítések miatt a film kultfilmmé vált.[9]

## Fordítás
Ez a szócikk részben vagy egészben  a   Hocus Pocus (1993 film) című angol Wikipédia-szócikk fordításán alapul.  Az eredeti cikk szerkesztőit annak laptörténete sorolja fel. Ez a jelzés csupán a megfogalmazás eredetét és a szerzői jogokat jelzi, nem szolgál a cikkben szereplő információk forrásmegjelöléseként.